# Inégalités de revenu

Inégalité des revenus (2013) au sein des pays, mesuré par le coefficient de Gini : 0 correspond à une égalité parfaite (toutes les personnes ont les mêmes richesses), et 1 à une inégalité totale (où une personne possèderait tout). Les pays en rouge sont plus inégalitaires que les pays en vert.

Les inégalités de revenu pointent la disparité existante entre les revenus des individus selon qu'ils sont « riches » ou « pauvres ». Cette disparité est mise en évidence en mesurant et analysant de manière comparative les revenus au sein d'un même pays ou entre différentes nations du globe ou entre individus et le monde. Un indicateur simple à utiliser est le rapport entre le niveau de vie moyen des 10 % les plus riches et celui des 10 % les plus pauvres.
On les distingue des inégalités de richesse, qui mesurent les différences de patrimoine (la valeur des biens stockés moins la valeur des dettes), et avec lesquelles elles forment le socle économique des inégalités sociales.
Les inégalité de revenu suivent une tendance à l'aggravation dans de nombreux pays.

## Mesure
- L'étude des inégalités compare les distributions complètes de revenus et synthétise les résultats par l'élaboration et la publication d'indices. Les indices les plus utilisés[3] sont le coefficient de Gini, l'indice de Theil, l'indice de Hoover, le rapport interquintile, le rapport interdécile, l'indice de Palma et la variance logarithmique.

Dans la plupart des cas, ce ne sont pas les revenus bruts qui sont comparés, mais les revenus disponibles comprenant les transferts sociaux.

## Faits stylisés

### Inégalités internationales
- Selon Paul Bairoch[4] : « il n'existe pas de différences importantes entre les niveaux de revenu des diverses civilisations au moment où elles atteignent leur apogée : Rome au Ier siècle, les Califats arabes au Xe siècle, la Chine au XIe siècle, l'Inde au XVIIe siècle, et l'Europe au XVIIIe siècle ». Ainsi à l'aube de la première révolution industrielle, l'écart de revenu par habitant entre l'Europe Occidentale, l'Inde, l'Afrique ou la Chine est probablement inférieur à 30 % seulement[5].
- Tout est bouleversé avec la révolution industrielle qui creuse brutalement un écart entre les nations. En 1870, le revenu par tête des nations les plus riches est déjà 11 fois plus élevé que le revenu par tête des nations les plus pauvres. En 1995, ce chiffre est multiplié par 5 : Les plus riches sont 50 fois plus riches que les plus pauvres. Le phénomène inégalitaire entre nations est donc « récent » et se trouve être le produit des deux derniers siècles[6].
- Depuis 2013, d'après les données du FMI, la part des pays développés dans le PIB mondial est passée sous le seuil des 50 %[7].

L'écart de revenus entre les pays les plus riches et les pays les plus pauvres est très important.
Selon des estimations du PNUD, le ratio entre le revenu moyen par habitant dans les 20 % pays les plus riches et les 20 % les plus pauvres est passé de 30 en 1960 à 74 en 1997. Pour Surjit Bhalla, ce ratio est passé de 23 à 36 sur la même période. En suivant les mêmes pays entre ces deux dates, les inégalités entre ces pays ont diminué.
L'économiste espagnol Xavier Sala i Martín a remis en cause les calculs du PNUD, en montrant que les taux de pauvreté du rapport ont été calculés en prenant les taux de change courants et ont ainsi selon lui éludé le fait que le coût de la vie est beaucoup plus faible dans les pays pauvres. En intégrant ce paramètre, il constate qu'« au lieu de passer de 20 à 74, le taux utilisé par le PNUD pour mesurer les inégalités entre pays a augmenté de 11 en 1960 à 16 en 1980 et qu'il a ensuite lentement décru, pour atteindre 15 en 1988 ». Reprenant ces chiffres, l'essayiste libéral Johan Norberg considère que cette évolution à la baisse des inégalités entre pays est à mettre au crédit de la mondialisation.
Selon Oxfam, « 82 % des richesses créées dans le monde en 2017 ont bénéficié aux 1 % les plus riches, alors que la situation n'a pas évolué pour les 50 % les plus pauvres ». La méthodologie de l'étude d'Oxfam est critiquée par le journal Le Monde : elle compare l'augmentation du patrimoine net des 1 % les plus riches avec celle de l'ensemble de la population ; Oxfam se base sur les évaluations du Global Wealth Databook de Crédit Suisse, qui reposent sur des données limitées à 48 pays ; de plus, considérer uniquement le patrimoine et non les revenus peut amener des conclusions erronées : ainsi, un étudiant américain endetté pour payer ses études sera considéré comme plus « pauvre » qu’un salarié malien qui gagne très peu mais n’a pas d’endettement ; et surtout, l'essentiel du patrimoine est constitué d'actifs dont la valeur fluctue de façon très volatile, si bien que ses variations sont largement virtuelles.

### Inégalités mondiales
Selon la majorité des études, les inégalités de revenus mondiales, mesurées par le coefficient de Gini appliqué à l'ensemble de la population mondiale sans tenir compte des frontières, ont diminué depuis les années 1980,. Ainsi, l'économiste Xavier Sala-i-Martin a proposé une distribution de revenus mondiale à partir des distributions nationales. En utilisant sept critères d'inégalité différents, il parvient systématiquement à la même conclusion : les inégalités entre les humains ont diminué entre 1980 et 1998. La contradiction apparente avec l'augmentation des écarts entre pays s'explique par la pondération : en comparant simplement les pays les plus riches et les plus pauvres, on ignore l'évolution des pays d'Asie, en particulier l'Inde et la Chine (qui représentent 40 % de l'humanité), dont la progression a été très importante. En excluant ces deux pays, on arrive à des conclusions bien différentes, notamment en Afrique, où la pauvreté et les inégalités ont augmenté de façon importante.
De même la pauvreté absolue diminue fortement depuis 1820 : 84 % de la population mondiale est alors pauvre, en valeur absolue, contre un cinquième aujourd'hui. Ainsi, le PNUD estime que le nombre de personnes vivant avec moins de l'équivalent d'un dollar US par jour a diminué de près de 250 millions entre 1990 et 2001. Cela correspond à une réduction d'un quart de la part de la population vivant sous ce seuil de revenu dans les pays en développement (de 27,9 % à 21,3 %).
Malgré cette baisse, il restait en 2023 selon le PNUD, dans les 110 pays en développement évalués par l'indice de la pauvreté multidimensionnelle, un peu plus de 18 % de personnes (environ 1,1 milliard de personnes sur 6,1 milliards) en situation de « pauvreté multidimensionnelle aiguë » (n'ayant notamment accès ni à l'électricité ni aux combustibles de cuisson non polluants), soit deux fois plus que le nombre de personnes considérées comme pauvres avec un seuil de pauvreté monétaire fixé à un revenu de 1,90 $ par jour. En 2005, ce même organisme estimait que 2,5 milliards de personnes vivent encore avec moins de 2 dollars par jour. En 2006, la part des 20 % de la population mondiale aux revenus les plus faibles est d’environ 1,5 % du revenu mondial, et les 2,5 milliards d'individus vivant avec moins de 2 dollars par jour, soit 40 % de la population mondiale, ne totalisent que 5 % du revenu mondial. En parallèle, les 500 personnes aux revenus les plus élevés ont un revenu de 100 milliards de dollars, équivalent aux revenus des 416 millions de personnes aux revenus les plus faibles.
Pour certains analystes (dont des altermondialistes), cette persistance de l'extrême pauvreté chez une vaste minorité de la population mondiale s'expliquait notamment par la dégradation des termes de l'échange, c’est-à-dire la baisse des prix des matières premières importées des pays du tiers-monde, surtout en Afrique, par rapport aux prix des produits manufacturés des pays développés. Par exemple, le journaliste et économiste de formation François-Xavier Verschave soutient la thèse du pillage occidental du pétrole africain, par des réseaux d'influence français.
Cette analyse a été critiquée sur deux points. D'une part, parce que la hausse des revenus des matières premières n'a pas entraîné de réel développement économique. D'autre part et de façon plus générale, on constate que disposer de richesses naturelles nombreuses qui procurent des ressources importantes en devises n'a que très rarement un effet sensible sur le développement d'un pays, au contraire. Ainsi, Philippe Chalmin, spécialiste français des matières premières, affirme que les matières premières sont une malédiction. Ce sont les pays apparemment les plus défavorisés par la nature qui s'en sortent le mieux.
Certaines théories (soutenues entre autres par des mouvements altermondialistes) avancent également que les économies des pays africains sont déstabilisées par les importations de produits agricoles subventionnées par les économies occidentales, et que les intérêts de la dette extérieure de ces pays les empêchent de développer des politiques sociales.
Cette vision, bien qu'apportant une explication à un grand nombre de situations, tend parfois à occulter la responsabilité des gouvernements locaux dans leurs politiques de développement économique. Une critique avancée est, entre autres, qu'elle n'explique pas, à elle seule, que certains pays aient pu émerger puis devenir à leur tour des pays développés (par ex. la Corée du Sud). Il semble donc nécessaire de prendre en compte les facteurs politiques, aussi bien extérieurs qu'intérieurs.

### Inégalités intranationales
On constate qu'un grand nombre des pays inégalitaires se trouvent en Amérique latine ou en Afrique. Dans la moyenne, la Russie est plus inégalitaire que les États-Unis et la Chine, qui sont globalement plus inégalitaires que l'Europe.
Les pays les plus égalitaires sont essentiellement le Japon et les pays du nord de l'Europe : Finlande, Suède, Norvège, Danemark, Belgique et Allemagne.

#### Au sein des pays développés
Selon l'OCDE, la part des 1 % les plus riches dans les revenus avant impôts a augmenté dans la plupart des pays de l'OCDE au cours des trois dernières décennies, surtout dans les pays anglo-saxons (États-Unis, Royaume-Uni, Canada, Australie), mais aussi dans plusieurs pays nordiques (en partant de niveaux moins élevés). Cette part varie, pour la dernière année connue (2008 à 2012 selon les pays), de 7 % au Danemark et aux Pays-Bas à près de 20 % aux États-Unis ; le 1 % supérieur a capté une part disproportionnée de la croissance générale des revenus : jusqu'à 37 % au Canada et 47 % aux États-Unis. Ceci explique pourquoi la majorité de la population observe un désaccord entre les statistiques globales de croissance des revenus et la performance très inférieure des leurs. Simultanément, des réformes fiscales dans la plupart des pays de l'OCDE ont réduit les taux d'imposition des hauts revenus ainsi que ceux d'autres taxes affectant les contribuables à hauts revenus ; la crise a temporairement infléchi cette tendance, mais n'a pas corrigé l'envolée antérieure des hauts revenus. Dans plusieurs pays, le recul initial du début de crise était déjà largement rattrapé dès 2010. Les données de cette étude sont résumées dans le tableau suivant :
| Pays | 1981 | Dernière année connue |
| --- | ---- | --------------------- |
| États-Unis | 8,2  | 19,3 [2012]           |
| Royaume-Uni | 6,7  | 12,9 [2011]           |
| Allemagne | 10,7 | 12,7 [1998]           |
| Canada | 8,1  | 12,2 [2010]           |
| Suisse | 8,4  | 10,5 [2009]           |
| Irlande | 6,7  | 10,5 [2009]           |
| Portugal | 4,3  | 9,8 [2005]            |
| Japon | 7,2  | 9,5 [2010]            |
| Italie | 6,9  | 9,4 [2009]            |
| Australie | 4,8  | 9,2 [2010]            |
| Espagne | 7,5  | 8,2 [2010]            |
| France | 7,6  | 8,1 [2009]            |
| Norvège | 4,7  | 7,8 [2011]            |
| Finlande | 4,3  | 7,5 [2009]            |
| Nouvelle-Zélande | 5,7  | 7,4 [2010]            |
| Suède | 4,1  | 7,1 [2012]            |
| Danemark | 5,1  | 6,4 [2010]            |
| Pays-Bas | 5,9  | 6,3 [2012]            |
| Moyenne OCDE | 6,5  | 9,70 [1998 \ 2012]    |
| * Part du 1 % supérieur des revenus dans le revenu total avant taxes et hors plus-values, 1981–2012 ou dernière année connue. |      |                       |
| Source : OCDE |      |                       |

Selon l'OCDE, « autour de l'année 2000, les inégalités ont été les moins prononcées dans certains pays nordiques, elles ont été moyennes en France, Belgique et Allemagne, et par contre plus prononcées au Mexique et en Turquie, puis en Pologne et aux États-Unis. »
Les inégalités de revenus augmentent légèrement au sein des pays développés depuis les années 1980 : « En France, les inégalités sont restées relativement stables. Depuis le milieu des années 1980, on a observé, en France et moyenne dans l'OCDE, un léger glissement de la part des revenus, des revenus moyens vers les plus riches, des jeunes vers les plus âgés (notamment chez les seniors de 51 à 65 ans), et l’effet de l’intervention de l’État par les prestations sociales et l’impôt qui freine véritablement les inégalités. » « Quant à l'évolution générale des inégalités depuis les dernières décennies, il n'y a eu d'accroissement généralisé, mais on a observé un accroissement pour certains groupes de pays, à certaines périodes : les pays anglo-saxons autour de 1980, certains pays d’Europe continentale autour de 1990, et récemment une forte croissance dans certains pays nordiques. ». Au Canada, l'écart entre les riches et les pauvres est plus grand que jamais : les travailleurs les moins bien payés reçoivent 20 % de moins que ce qu'ils obtenaient en 1980, et ce malgré la croissance économique des années 1990 et les baisses d'impôts des années 2000.
Aux États-Unis, les revenus des 1 % d'Américains les plus riches représentent 20 % de la somme des revenus, quand les 50 % de la population ayant les revenus les plus faibles en représentent 12,6 %.
D'après plusieurs études, l’accroissement des inégalités de revenus serait accru par le déclin de la syndicalisation. Ainsi, les travaux des économistes Rafael Gomez et Konstantinos Tzioumis ont montré que la rémunération des cadres dirigeants était bien moins élevée en présence de syndicats et qu'ils bénéficiaient de beaucoup moins de stock-options que leurs homologues d'entreprises comparables sans syndicats. Aux États-Unis par exemple, les rémunérations des PDG étaient de 19 % inférieurs, et la présence syndicale aurait tendance à améliorer la situation des bas salaires.

#### Dynamique de l'inégalité

Courbe de Kuznets : revenu en abscisse, niveau d'inégalité en ordonnée.

À long terme, de nombreux pays connaissent une évolution suivant une courbe en « U inversé » (augmentation des inégalités, puis stabilisation, puis diminution), proposée pour la première fois par Simon Kuznets. Ainsi, pour la France, le rapport de salaires P90/P10 était de 3,25 en 1950, 4,20 en 1966, et 3,20 en 1998. Avec une définition différente des revenus, ce ratio est passé d'un peu plus de 6 entre 1995 et 2004 à plus de 7 en 2010-2012, puis a reculé à 6,5 avant de remonter à 7,3 en 2023. Dans le même temps, le taux de pauvreté atteint 15,4 % de la population en 2023.
Le rôle de l'État providence est historiquement déterminant dans la réduction des inégalités depuis le rapport de Beveridge en 1945. Le système de retraite par répartition en vertu duquel les cotisations supportées par les actifs servent à payer, par l'intermédiaire des caisses de retraite, les retraités joue un rôle considérable dans la réduction des disparités de revenu. Celle-ci n'est pas nouvelle en France. Jean Fourastié, en comparant les salaires dans le secteur public depuis la fin du dix-huitième siècle a constaté que la réduction se réalise à travers une augmentation des salaires nominaux des détenteurs de salaires modestes des deux sexes qui ont été multipliés par centaines. Le salaire minimum fixé par le gouvernement depuis 1950 constitue un exemple frappant puisqu'il n'a pas cessé d'augmenter depuis cette date et enregistre actuellement une augmentation supérieure à celle de la moyenne nationale des revenus.
Cependant, cette évolution est loin d'être universelle. En effet, un rapport de l'OCDE constate des évolutions divergentes pour dix pays depuis les années 1970 : diminution des inégalités pour quatre pays, stabilité pour trois, augmentation pour trois. Par ailleurs, l'évolution récente entre le milieu des années 1980 et le milieu des années 1990 montre une augmentation des inégalités dans onze pays sur vingt.
Depuis le début des années 1980, la part du revenu détenue par le 1 % des plus riches de la population a triplé aux États-Unis,. Cette évolution est similaire dans les pays développés anglo-saxons (Canada, Royaume-Uni, Australie) mais n'est pas vraie dans d'autres pays développés comme l'Allemagne, le Japon ou la France.

## Causes

### Facteurs d'accroissement

#### Facteurs fiscaux
Les économistes Emmanuel Saez et Gabriel Zucman montrent, en s'appuyant sur une étude complète de la fiscalité américaine, que l'accroissement des inégalités de revenus aux États-Unis depuis le début des années 1980 est dû à un système fiscal qui défavorise les 50 % les plus pauvres et qui favorise le 1 % les plus riches. Le développement anarchique de la concurrence fiscale entre les États s'est traduit par une évasion fiscale et une diminution de l'impôt sur les sociétés dans la plupart des pays, ce qui a permis aux actionnaires et dirigeants d'entreprises de bénéficier d'augmentations substantielles de leurs revenus. Selon ces deux économistes, cette situation n'est pas soutenable.

#### Facteurs naturels
L’inégalité de capacité entre les hommes explique une forte disparité des revenus. Le handicap physique ou mental a une forte incidence sur le niveau de revenu. De même, le vieillissement de la population peut également augmenter mécaniquement les inégalités de revenu.

#### Facteurs culturels: genre et ethnie
Le revenu est également corrélé avec le sexe : à même niveau de qualification, les hommes, en moyenne, gagnent plus que les femmes. Les femmes sont également moins souvent promues à des postes de responsabilité, ce qui accroît, au niveau global, l’écart des salaires moyens entre hommes et femmes.
Dans les pays où la population n’est pas ethniquement homogène, on constate des disparités salariales, parfois très fortes, entre ethnies. La discrimination positive cherche à pallier ce biais.

#### Facteurs économiques
Christian Broda, de l'université de Chicago, souligne le rôle du différentiel d'inflation et du libre-échange. Les produits consommés par les personnes aux revenus les plus élevés ont généralement une inflation plus forte que les produits consommés par les personnes aux revenus inférieurs. Cette différence explique un tiers de la hausse des inégalités aux États-Unis entre 1994 et 2005 selon les études de Broda. Il souligne en particulier le rôle du commerce international pour garder bas le prix des produits consommés par les plus pauvres, avec le rôle de la Chine.

#### Facteurs technologiques
Avec la révolution numérique, les réseaux électroniques érigent l'information en fondement du pouvoir économique. La maîtrise de ces réseaux constitue donc une source d'enrichissement considérable, qui génère de l'inégalité quand elle reste la prérogative de quelques-uns et qui peut même relever de l'illégalité, comme le montre l'exemple du délit d'initié.
Un article dans la revue Problèmes économiques en 2004 considère que, dans les pays de l'OCDE, le progrès technique augmente les inégalités de revenu entre les personnes qualifiées à revenus élevés et les non qualifiées dont les revenus vont stagner ou baisser. L'économiste américain George J. Stigler constate qu'aux États-Unis, le progrès technique a provoqué, entre 1910 et le début des années 1980, une baisse des travailleurs agricoles de près de la moitié (à la suite de la baisse des revenus agricoles) et une multiplication par 20 du nombre des ingénieurs, dont les qualifications sont très demandées et hautement rémunératrices, au cours de la même période.

#### Facteurs financiers
L'OCDE pointe les effets nocifs d'une expansion excessive du crédit aux entreprises comme aux ménages.

#### Affaiblissement des syndicats
Selon le Fonds monétaire international (FMI), « en réduisant l’influence des salariés sur les décisions des entreprises », l’affaiblissement des syndicats a permis d’« augmenter la part des revenus constitués par les rémunérations de la haute direction et des actionnaires ». Le FMI attribue « une moitié environ » du creusement des inégalités au déclin des organisations de salariés.

### Facteurs de réduction
La variation à la baisse des rémunérations peut être limitée par la loi avec, par exemple, l’instauration d’un salaire minimum, ou par des négociations entre patronat et salariat.
Une politique sociale visant à assurer un niveau minimum de subsistance, favoriser l’emploi des personnes handicapées peut diminuer l’impact de cette inégalité naturelle.
Le revenu est fortement corrélé avec le niveau d’éducation. Plus une personne est diplômée, plus son revenu est élevé par rapport à la moyenne. Au niveau mondial, il y a une forte corrélation entre le niveau d’alphabétisation et le niveau des revenus.

## Conséquences et corrélations
Les conséquences des inégalités de revenus peuvent être multiples. Selon Joseph E. Stiglitz, ancien prix Nobel d'économie et rédacteur du livre Le prix de l'inégalité, elles peuvent notamment limiter la croissance économique du fait de la concentration du capital. Le résultat d'une étude du FMI le confirme : si la part du revenu national qui est possédée par les 20 % de personnes aux revenus les plus élevés augmente de 1 point, alors le PIB diminuera de 0,08 point au bout de cinq ans. À l’inverse, accroître les revenus des 20 % de personnes aux plus bas revenus est propice à l’activité économique (+ 0,38 point de PIB lorsque cette part augmente de 1 point, + 0,33 point si c’est celle du deuxième quintile et + 0,27 pour le troisième).
On note également l'impact négatif sur les statistiques de santé. Plus le coefficient de Gini est élevé, et plus le risque d'augmentation de maladies (physiques ou mentales) serait aggravé, comme le montre Richard Wilkinson dans son livre Pourquoi l'Égalité est meilleure pour tous. L'économiste Thomas G. Poder indique que « malgré leurs limites, une grande majorité des études indiquent l’existence d’une relation statistiquement significative entre inégalité de revenu et santé. Le problème majeur persistant étant celui de déterminer la contribution relative des différents canaux de transmission de l’inégalité de revenu sur la santé. En dépit des efforts fournis, aucune étude exhaustive n’est en mesure de fournir des éléments de réponse précise à une telle décomposition. Les études les plus récentes et les plus robustes semblent seulement indiquer que cette relation n’est pas un artefact statistique et que l’essentiel de l’effet passe à travers l’environnement social et la biologie du stress ; les explications par les politiques d’investissement et l’impact à travers la croissance économique ayant connu moins de succès au niveau empirique ». Le taux de prévalence au VIH/Sida peut être plus sensible dans les sociétés inégalitaires qui sont aussi statistiquement plus violentes que les sociétés égalitaires.
La montée des inégalités aux États-Unis expliquerait aussi bien la crise de 2007 que celle de 1929 selon une étude publiée par le FMI en 2010 ; en effet, les ménages pauvres ont abondamment emprunté pour compenser la stagnation de leurs revenus et maintenir un certain standard de vie, comparable à celui des Américains « d'en haut » ; les ménages aisés étaient à la recherche de rendements élevés pour placer leur surplus d'épargne : la soif d'endettement des ménages pauvres leur a permis d'investir dans des produits financiers adossés sur ces crédits ; cet endettement excessif des classes pauvres et moyennes a fragilisé le système financier : quand les prix de l'immobilier ont cessé de progresser, des emprunteurs ont fait défaut en masse.
En France, l'espérance de vie d'une personne est corrélée à son niveau de revenu. Ainsi, les 5 % de Français les plus riches ont une espérance de vie supérieure de treize ans à celle des 5 % les plus pauvres.